# Beiträge zur Afrikanistik
Die Beiträge zur Afrikanistik sind eine Teilreihe der Veröffentlichungen der Institute für Afrikanistik und Ägyptologie der Universität Wien. Eine andere Teilreihe sind deren Beiträge zur Ägyptologie.
Die Beiträge zur Afrikanistik werden vom Institut für Afrikanistik und Ägyptologie, Universität Wien, herausgegeben und erscheinen in Wien bei AFRO-PUB seit 1977.

## Bände
Die folgende Übersicht erhebt keinen Anspruch auf Aktualität oder Vollständigkeit:
- 1–2 Hans Mukarovsky: A study of western Nigritic. Institut für Ägyptologie und Afrikanistik, 1976–1977 Veröffentlichungen der Institute für Afrikanistik und Ägyptologie der Universität Wien.
- 3 Inge Hofmann, Anton Vorbichler: Der Äthiopenlogos bei Herodot. [Afro-Pub] 1979 Veröffentlichungen der Institute für Afrikanistik und Ägyptologie der Universität Wien no. 4
- 4 Inge Hofmann, Anton Vorbichler: Das Islam-Bild bei Karl May und der islamo-christliche Dialog. Afro-Pub 1979 Veröffentlichungen der Institute für Afrikanistik und Ägyptologie der Universität Wien Nr. 6
- 5–7 Kiyoshi Shimizu: Comparative Jukunoid. Afro-Pub 1980, Veröffentlichungen der Institute für Afrikanistik und Ägyptologie der Universität Wien Nr. 7–9.
- 9 Kiyoshi Shimizu: A Jukun grammar. Afro-Pub 1980 Veröffentlichungen der Institute für Afrikanistik und Ägyptologie der Universität Wien Nr. 11.
- 10 Walter Schicho: Kiswahili von Lubumbashi. Sprachverwendung und Sprachwertung am Beispiel einer afrikanischen Großstadt. Mit Texten von Mbayabo Ndala. Afro-Pub 1980 Veröffentlichungen der Institute für Afrikanistik und Ägyptologie der Universität Wien Nr. 12.
- 11–12 Inge Hofmann (Hrsg.): Festschrift zum 60. Geburtstag von P. Anton Vorbichler. Afro-Pub 1981 Veröffentlichungen der Institute für Afrikanistik und Ägyptologie der Universität Wien 14–15
- 13 Inge Hofmann: Material für eine meroitische Grammatik. Afro-Pub 1981 Veröffentlichungen der Institute für Afrikanistik und Ägyptologie der Universität Wien Nr. 16.
- 14 Walter Schicho, Mbayabo Ndala (Hrsg.): Le Groupe Mufwankolo. Afro-Pub 1981 Veröffentlichungen der Institute für Afrikanistik und Ägyptologie der Universität Wien Nr. 20.
- 15 Rajmund Ohly: Swahili. The diagram of crisis. Afro-Pub 1982 Veröffentlichungen der Institute für Afrikanistik und Ägyptologie der Universität Wien Nr. 21.
- 16 Walter Schicho: Syntax des Swahili von Lubumbashi. Kreolisiertes Swahili vs. Standardvarietät. Afro-Pub 1982 Veröffentlichungen der Institute für Afrikanistik und Ägyptologie der Universität Wien Nr. 22.
- 17 Rupert Moser: Aspekte der Kulturgeschichte der Ngoni in der Mkoa wa Ruvuma, Tanzania. Materialien zum Kultur- und Sprachwandel. AFRO-PUB 1983 Veröffentlichungen der Institute für Afrikanistik und Ägyptologie der Universität Wien 24, Veröffentlichungen der schweizerischen Afrika-gesellschaft = Publications de la société suisse d'études africaines 3/4.
- 18 Gerhard Böhm: Der Bau des Prädikats in den Agau-Sprachen. [Herausgeber, H. Mukarovsky]. Afro-Pub 1983 Veröffentlichungen der Institute für Afrikanistik und Ägyptologie der Universität Wien Nr. 25.
- 19 Inge Hofmann (in Zusammenarbeit mit Anton Vorbichler): Das nubische Wörterverzeichnis des Arcangelo Carradori (O.F.M.) aus dem frühen 17. Jahrhundert. AFRO-PUB 1983 Veröffentlichungen der Institute für Afrikanistik und Ägyptologie der Universität Wien Nr. 26.
- 20 Rachel Angogo Kanyoro: Unity in diversity. A linguistic survey of the Abaluyia of Western Kenya. AFRO-PUB 1983 Veröffentlichungen der Institute für Afrikanistik und Ägyptologie der Universität Wien Nr. 28.
- 21 Gerhard Böhm: Elemente des Satzbaus in den Mande-Sprachen und ihre Verbreitung im Sudan. Afro-Pub 1984 Veröffentlichungen der Institute für Afrikanistik und Ägyptologie der Universität Wien Nr. 31.
- 22 Gerhard Böhm: Grammatik der Kunama-Sprache. Afro-Pub 1984 Veröffentlichungen der Institute für Afrikanistik und Ägyptologie der Universität Wien Nr. 32.
- 23 Gerhard Böhm: Kḫoe-kowap. Einführung in die Sprache der Hottentotten, Nama-Dialekt. AFRO-Pub 1985 Veröffentlichungen der Institute für Afrikanistik und Ägyptologie der Universität Wien Nr. 36.
- 23 Joan Maw, David Parkin (Hrsg.) Swahili language and society. Papers from the workshop held at the School of Oriental and African Studies in April 1982. Afro-Pub c/o Institut für Afrikanistik 1984 Veröffentlichungen der Institute für Afrikanistik und Ägyptologie der Universität Wien Nr. 33.
- 24 Michael Zach: Österreicher im Sudan 1820 bis 1914. Afro-Pub 1985 Veröffentlichungen der Institute für Afrikanistik und Ägyptologie der Universität Wien Nr. 34.
- 26 Paul P. de Wolf: Die Menschenklassen in den nordwestatlantischen Sprachen. Afro-Pub 1985 Veröffentlichungen der Institute für Afrikanistik und Ägyptologie der Universität Wien Nr. 37.
- 27 Kay Williamson (Hrsg.): West African languages in education. Papers from the Fifteenth West African Languages Congress. Afro-Pub 1985 Veröffentlichungen der Institute für Afrikanistik und Ägyptologie der Universität Wien Nr. 38; In Association with the West African Linguistic Society.
- 28 Andrzej Zaborski: The morphology of nominal plural in the Cushitic languages. Afro-Pub 1986 Veröffentlichungen der Institute für Afrikanistik und Ägyptologie der Universität Wien Nr. 39.
- 29 Erwin Ebermann: Kleines Wörterbuch der Bambara-Sprache. Afro-Pub 1986 Veröffentlichungen der Institute für Afrikanistik und Ägyptologie der Universität Wien Nr. 40.
- 30 Gerhard Böhm: Die „sudanischen“ Grundlagen des Verbbaus in den Moru-Mangbetu-Sprachen. Afro-Pub 1986 Veröffentlichungen der Institute für Afrikanistik und Ägyptologie der Universität Wien Nr. 42.
- 31 Swahili-English slang pocket-dictionary. Rajmund Ohly. Afro-Pub 1987 Veröffentlichungen der Institute für Afrikanistik und Ägyptologie der Universität Wien Nr. 44.
- 32 Mande-Chadic common stock: a study of phonological and lexical evidence. Hans G. Mukarovsky. [AFRO-PUB] 1987 Veröffentlichungen der Institute für Afrikanistik und Ägyptologie der Universität Wien Nr. 45.
- 33 Themenschwerpunkte im Werk Ayi Kwei Armahs. Anna Ogidan. Afro-Pub 1988 Veröffentlichungen der Institute für Afrikanistik und Ägyptologie der Universität Wien Nr. 46.
- 34 Die Sprache der Aithiopen im Lande Kusch. Gerhard Böhm. [AFRO-Pub] 1988 Veröffentlichungen der Institute für Afrikanistik und Ägyptologie der Universität Wien 47.
- 35 Der antike Sudan heute. Inge Hofmann, Herbert Tomandl, Michael Zach. Afro-Pub 1985 Lehr- und Lesebücher zur Afrikanistik und Ägyptologie Bd. 5, Veröffentlichungen der Institute für Afrikanistik und Ägyptologie der Universität Wien 35
- 35 The Igbo verb: a semantico-syntactic analysis. M.A.A.N. Ụwalaka. AFRO-Pub c1988 Veröffentlichungen der Institute für Afrikanistik und Ägyptologie der Universität Wien Nr. 48.
- 36 Der Sudan zwischen Krieg und Frieden. Peter Giovannini. Afro-Pub 1988, Veröffentlichungen der Institute für Afrikanistik und Ägyptologie der Universität Wien Nr. 49.
- 37 Die Sprache der Ful: grammatikgeschichtliche Grundlagen und Entwicklung. Gerhard Böhm. Afro-Pub 1989 Veröffentlichungen der Institute für Afrikanistik und Ägyptologie der Universität Wien Nr. 50.
- 38 Gundofen, die geheimen Dinge : Fetische und Geheimbünde bei den Bambara : Gespräche mit Eingeweihten über die Fetische und die Geheimgesellschaften der Bambara in Mali : Bambara-Deutsch. Erwin Ebermann. [AFRO-PUB] 1989 Veröffentlichungen der Institute für Afrikanistik und Ägyptologie der Universität Wien Nr. 51.
- 39 Kimwondo: a Kiswahili electoral contest. Assibi A. Amidu. Afro-Pub 1990 Veröffentlichungen der Institute für Afrikanistik und Ägyptologie der Universität Wien 53.
- 40–41 Proceedings of the Fifth International Hamito-Semitic Congress, 1987, Hans G. Mukarovsky (ed), Afro-Pub 1990–1991 Veröffentlichungen der Institute für Afrikanistik und Ägyptologie der Universität Wien Nr. 56–57.
- 42 Der Tanz des Ng'wanamalundi. Emmanuel Mbogo; in einer Übersetzung von Gerda Bauer und Hermine Wittmann-Eibinger. Afro-Pub 1992 Veröffentlichungen der Institute für Afrikanistik und Ägyptologie der Universität Wien Nr. 59.
- 43 Concepts of the body, self in Africa, ed. [by] Joan Maw, John Picton. Afro-Pub 1992 Veröffentlichungen der Institute für Afrikanistik und Ägyptologie der Universität Wien Nr. 60.
- 44 Komparative Afrikanistik: sprach-, geschichts- und literaturwissenschaftliche Aufsätze zu Ehren von Hans G. Mukarovsky anlässlich seines 70. Geburtstags, herausgegeben von E. Ebermann, E.R. Sommerauer und K.É. Thomanek. Afro-Pub 1992 Veröffentlichungen der Institute für Afrikanistik und Ägyptologie der Universität Wien Nr. 61.
- 45 News from Masasi. J.C. Russell & N.C. Pollock. AFRO-Pub 1993 Veröffentlichungen der Institute für Afrikanistik und Ägyptologie der Universität Wien Nr. 62.
- 46 Die iberische Inschrift von Paraíba. Gerhard Böhm. AFRO-PUB 1993 Veröffentlichungen der Institute für Afrikanistik und Ägyptologie der Universität Wien Nr. 63.
- 47 Gericht-Sprache-Macht: Überlegungen zur Realisierung von Dominanzverhältnissen in und durch sprachliche Kommunikation am Beispiel des Familiengerichts in Zanzibar. Irmi Hanak. Afro-Pub 1994 Veröffentlichungen der Institute für Afrikanistik und Ägyptologie der Universität Wien 64.
- 48 Continuity and autonomy in Swahili communities: inland influences and strategies of self-determination, edited by David Parkin. AFRO-PUB, School of Oriental and African Studies 1994, Veröffentlichungen der Institute für Afrikanistik und Ägyptologie der Universität Wien 65.
- 49 Kiswahili cha Kawaida. Lourenco Noronha. Afro-Pub 1994–1996 Veröffentlichungen der Institute für Afrikanistik und Ägyptologie der Universität Wien 66, 75, 78, Beiträge zur Afrikanistik Bd. 49, 56, 59
- 50 Hausaa: Einführung in das Hausaa. Franz Stoiber, Ulrike Schamberger. AFRO-PUB 1995 Veröffentlichungen der Institute für Afrikanistik und Ägyptologie der Universität Wien 68.
- 51 Sprachpolitik und Pressegeschichte in Tanzania. Martin Sturmer. Afro-Pub. 1995. Veröffentlichungen der Institute für Afrikanistik und Ägyptologie der Universität Wien 69.
- 52 Die Ran̳aab̳e, eine Fulgruppe um Nioro du Sahel (Mali): ein Dialeckt-Vergleich. Martina Gajdos. Afro-Pub 1995 Veröffentlichungen der Institute für Afrikanistik und Ägyptologie der Universität Wien 70.
- 53 Fanakalo : Dokumentation einer Pidginsprache. Stefan Kaltenbrunner. AFRO-PUB : Verein zur Förderung und Publikation wissenschaftlicher Arbeiten aus den Fächern Ägyptologie und Afrikanistik 1996 Veröffentlichungen der Institute für Afrikanistik und Ägyptologie der Universität Wien 72.
- 54 Concepts of urban language in Africa: implications and explications in the study of the speech community and codeswitching. Karl E. Thomanek. AFRO-PUB 1996, Veröffentlichungen der Institute für Afrikanistik und Ägyptologie der Universität Wien 73
- 55 Das Heilige Wissen der Dogon : Mythologie eines westafrikanischen Volkes in historisch-vergleichender Analyse. Gerald Unterberger. AFRO-PUB : Verein zur Förderung und Publikation wissenschaftlicher Arbeiten aus den Fächern Ägyptologie und Afrikanistik 1996 Veröffentlichungen der Institute für Afrikanistik und Ägyptologie der Universität Wien 74.
- 56, siehe 49, 56, 59
- 57 Chancen & Risiken der Entwicklung Subsahara-Afrikas: Beiträge zu den Ringvorlesungen des Afro-Asiatischen Instituts Wien & des Instituts für Völkerkunde der Universität Wien. Erwin Ebermann, Karl É. Thomanek (Hrsg.). Afro-Asiatisches Institut c1996 Veröffentlichungen der Institute für Afrikanistik und Ägyptologie der Universität Wien 76.
- 58 Community based theatre: Funktionalität, Entwicklungs- und Rezeptionsgeschichte des Volkstheaters in Zimbabwe. Dietlind Schwarzenberger. Afro-Pub 1996 Veröffentlichungen der Institute für Afrikanistik und Ägyptologie der Universität Wien 77.
- 59, siehe 49, 56, 59
- 60, 64 Sprache und Geschichte im kanarischen Archipel. Gerhard Böhm. Afro-Pub 1996 Veröffentlichungen der Institute für Afrikanistik und Ägyptologie der Universität Wien 79, 85, Beiträge zur Afrikanistik Bd. 60, 64, Bd. 1, Bd. 3
- 61 Frauen Emanzipation in revolutionären und militärischen Kontexten: Aspekte der Geschlechterverhältnisse am Beispiel eritreischer EPLF-Kämpferinnen (1988–1992). Claudia Schamanek. Afro-Pub 1998 Veröffentlichungen der Institute für Afrikanistik und Ägyptologie der Universität Wien 81.
- 64, siehe 60.
- 66 Praktisches Wörterbuch: deutsch - fulfulde, fulfulde - deutsch. Martina Gajdos. Wien : Afro-Pub c/o Inst. für Afrikanistik. 2000
- 67 „Aisthetike episteme“ und die Politik der Gefühle. Agnes Neumayr. Wien : Afro-Pub c/o Inst. für Afrikanistik. c 2000
- 68 „Schnalzlautsprachen“?: *Boskop. Buschmann. Hottentott; Aspekte der Ursprachstammesgeschichte in Afrika. Anhang: Abriß zur historischen Sprachenkunde von Afrika. Gerhard Böhm. Wien : Afro-Pub c/o Inst. für Afrikanistik. 2001
- 69 „Guancho“-Pascueño?: eine Hypothese zur Kulturgeschichte der Osterinsel. Gerhard Böhm. Wien : Afro-Pub c/o Inst. für Afrikanistik. 2001
- 70 Die Kosmologie der Døgøn: die Mystik von der Himmelsstütze und dem verkehrten Weltbaum in kulturgeschichtlichem Vergleich. Gerald Unterberger. Wien : Afro-Pub c/o Inst. für Afrikanistik. 2001
- 71 Peter Rohrbacher: Die Geschichte des Hamiten-Mythos. (Veröffentlichungen der Institute für Afrikanistik und Ägyptologie der Universität Wien, 96. Beiträge zur Afrikanistik, Bd. 71). Afro-Pub, Wien 2002, ISBN 3-85043-096-0
- 74 „Libyer“? Sprache und Geschichte zwischen Nil und Atlas: von der Reichseinigung in Ägypten bis zum Jugurthinischen Krieg. Gerhard Böhm. Wien : Afro-Pub c/o Inst. für Afrikanistik. 2002
- 75 Mithras, das Opfer des Mondstiers: ein Mythos aus euroafrikanischer Prähistorik und seine spätantike Renaissance / Gerhard Böhm. Wien : Afro-Pub c/o Inst. für Afrikanistik. 2002